# لانوویو
لانوویو (به ایتالیایی: Lanuvio) یک کومونه در ایتالیا است که در استان رم واقع شده‌است.

## خصوصیات
لانوویو ۴۳٫۹ کیلومترمربع مساحت و ۱۳٬۶۳۲ نفر جمعیت دارد و ۳۲۴ متر بالاتر از سطح دریا واقع شده‌است.

## خواهرخوانده
شهر چنتوریپه خواهرخواندهٔ لانوویو هست.